# Gwangmyeong
Gwangmyeong ist eine Stadt in der Provinz Gyeonggi-do in Südkorea. Es grenzt im Norden und Nordwesten an Seoul, Anyang im Westen und Süden und Siheung im Osten.

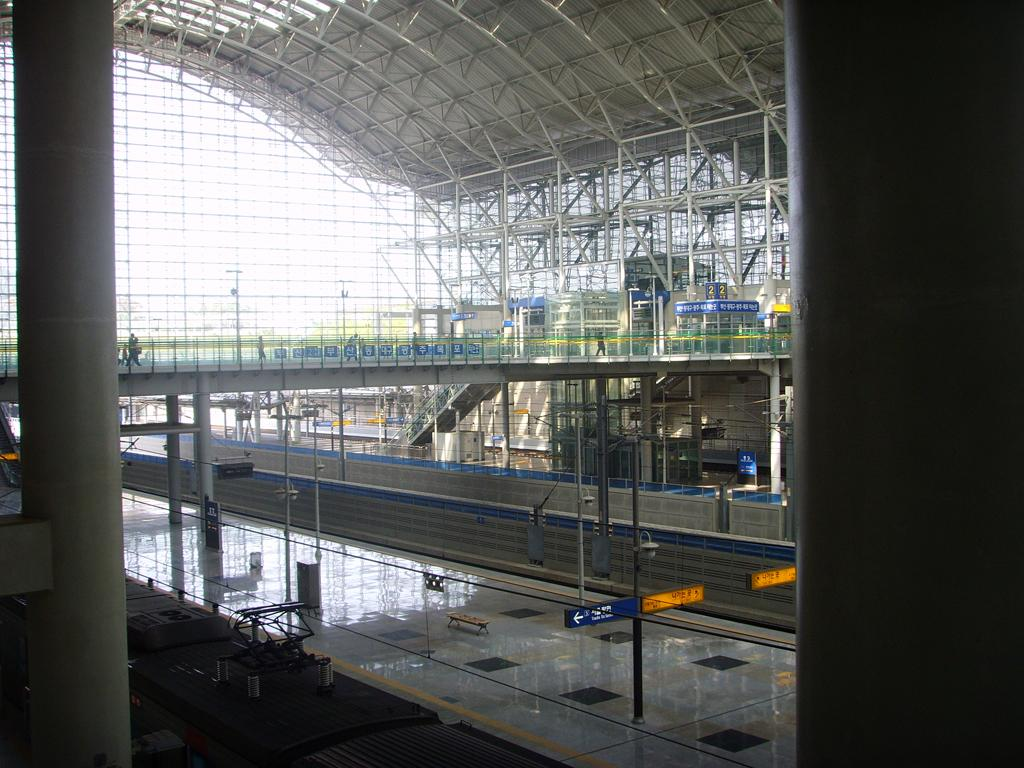
Gwangmyeong Station

Wie andere Städte im Umland Seouls ist Gwangmyeong eng an das Verkehrsnetz der Hauptstadt angebunden. Es ist durch die Cheolsan Station und Gwangmyeong Sageori Station an die Linie 7 der U-Bahn Seouls angebunden. Außerdem wurde hier die Gwangmyeong Station gebaut, ein Bahnhof, der ausschließlich vom Korea Train Express (KTX) angefahren wird. Es ist die erste Station des KTX südlich von Seoul.
In Gwangmyeong befindet sich das mit 57.100 Quadratmetern größte Ikea-Kaufhaus der Welt.

## Administrative Unterteilung
Gwangmyeong ist in 18 Dong unterteilt:
- Cheolsan 1-dong (철산1동)
- Cheolsan 2-dong (철산2동)
- Cheolsan 3-dong (철산3동)
- Cheolsan 4-dong (철산4동)
- Gwangmyeong 1-dong (광명1동)
- Gwangmyeong 2-dong (광명2동)
- Gwangmyeong 3-dong (광명3동)
- Gwangmyeong 4-dong (광명4동)
- Gwangmyeong 5-dong (광명5동)
- Gwangmyeong 6-dong (광명6동)
- Gwangmyeong 7-dong (광명7동)
- Haan 1-dong (하안1동)
- Haan 2-dong (하안2동)
- Haan 3-dong (하안3동)
- Haan 4-dong (하안4동)
- Hakon-dong (학온동)
- Soha 1-dong (소하1동)
- Soha 2-dong (소하2동)

## Partnerstädte
- Osnabrück (Deutschland) seit dem 29. September 1997
- Austin (Vereinigte Staaten) seit dem 6. Februar 2001
- Liaocheng, Shandong (China) seit dem 3. Mai 2005

## Persönlichkeiten
- Cho Yi-hyun (* 1999), Schauspielerin